# Francisco Osorio de Astorga
Francisco Osorio de Astorga (+ 1688) fue un militar y funcionario español del siglo XVII. En el ejército alcanzó el grado de Maestre de Campo. 
Inició su carrera militar en la costa del reino de Granada en 1638, como jinete en la compañía de guardas viejas de castilla del marqués de Mondéjar. Sirvió allí hasta 1642, cuando pasó al ejército de Cataluña. El 22 de enero de 1647 se le concedió permiso para levantar una compañía de infantería en la Armada, con la cual se embarcó a Tarragona. Participó también la recuperación de Barcelona. Sirvió en Cataluña hasta 1658, cuando se trasladó a Madrid. Después sirvió en el ejército de Extermadura y bajo las órdenes de don Juan José de Austria participó en la guerra con Portugal. 
En 1669 fue designado para el cargo de alcaide-gobernador y justicia mayor de la plaza de Melilla. Dentro de su mandato hizo los fuertes avanzados de San Pedro de la Albarrada y Santo Tomás de la Cantera, y ocupó el cargo hasta el año 1672, en que fue reemplazado por Diego de Arce.
La reina regente Mariana de Austria lo nombró gobernador de Costa Rica, para suceder a Juan López de la Flor y Reinoso, pero no aceptó el cargo y en su lugar se designó el 22 de febrero de 1673 a Juan Francisco Sáenz-Vázquez de Quintanilla y Sendín de Sotomayor.
El 25 de febrero de 1675 fue nombrado alcalde mayor de Zapotitlán y San Antonio de Suchitepéquez. En el decenio de 1680 fue gobernador de la provincia de Tlaxcala y en 1684 fue nombrado corregidor de Veracruz, cargo que asumió en 1685 y desempeñó hasta su fallecimiento en 1688.
- Datos: Q5866956